# Keresztspórás kupakgomba
A keresztspórás kupakgomba (Entoloma conferendum) a döggombafélék családjába tartozó, kertekben, parkokban termő,  mérgező gombafaj. 

## Megjelenése
A keresztspórás kupakgomba kalapjának átmérője 2–4 cm, alapja kúpos, majd idővel domborúvá válik, de közepén púpos marad. Színe vörösbarna vagy szürkésbarna, szélén a sötétebb csíkok kiszáradva világos szürkésbarnára fakulnak. Nedvesen a kalap szélén sötétebb a bordázat. Húsa vékony, törékeny; halvány színű, íze és szaga lisztre emlékeztet.
Sűrűn álló, tönkhöz nőtt lemezei fehéresek, majd rózsaszínesre, végül barnásra válnak. Spórapora rózsaszín. Spórái 7-13 mikrométer átmérőjűek, szabálytalanul szögletesek, csillagra vagy keresztre emlékeztetnek.
Karcsú tönkje 3–6 cm magas és 0,3-0,7 cm vastag. Hengeres, alul kissé megvastagszik. Színe a kalapéval megegyezik, alul kissé világosabb színű. Hosszában finom ezüstös szálak húzódnak.

### Hasonló fajok
A szintén mérgező zöldesszürke döggomba fiatal példányaival lehet összetéveszteni.

## Elterjedése és élőhelye
Európában honos, viszonylag gyakori. Ligeterdőkben, réteken, parkokban, akár sportpályákon található a fű vagy moha között. Nyártól késő őszig terem.
A különböző források szerint vagy enyhén mérgező vagy ehetetlen. 

## Képgaléria

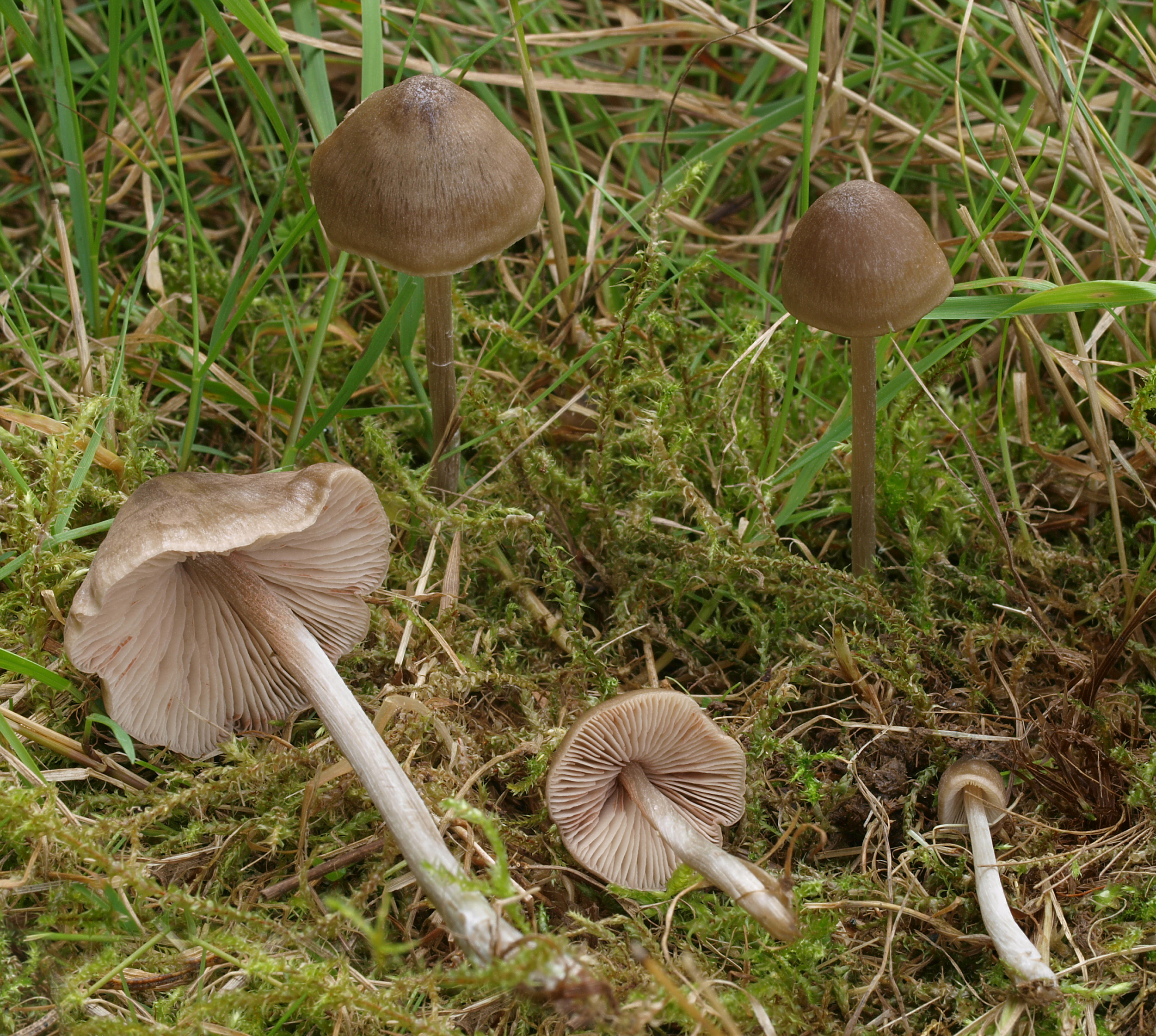
Keresztspórás kupakgomba
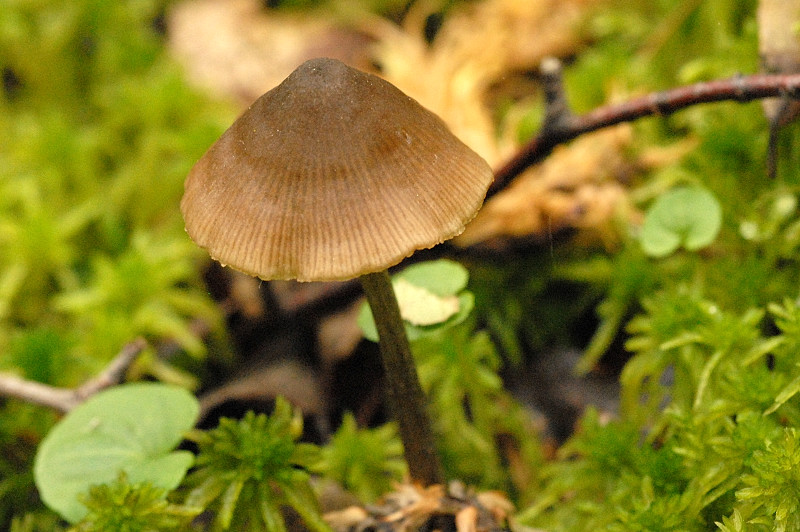
Megjelenése
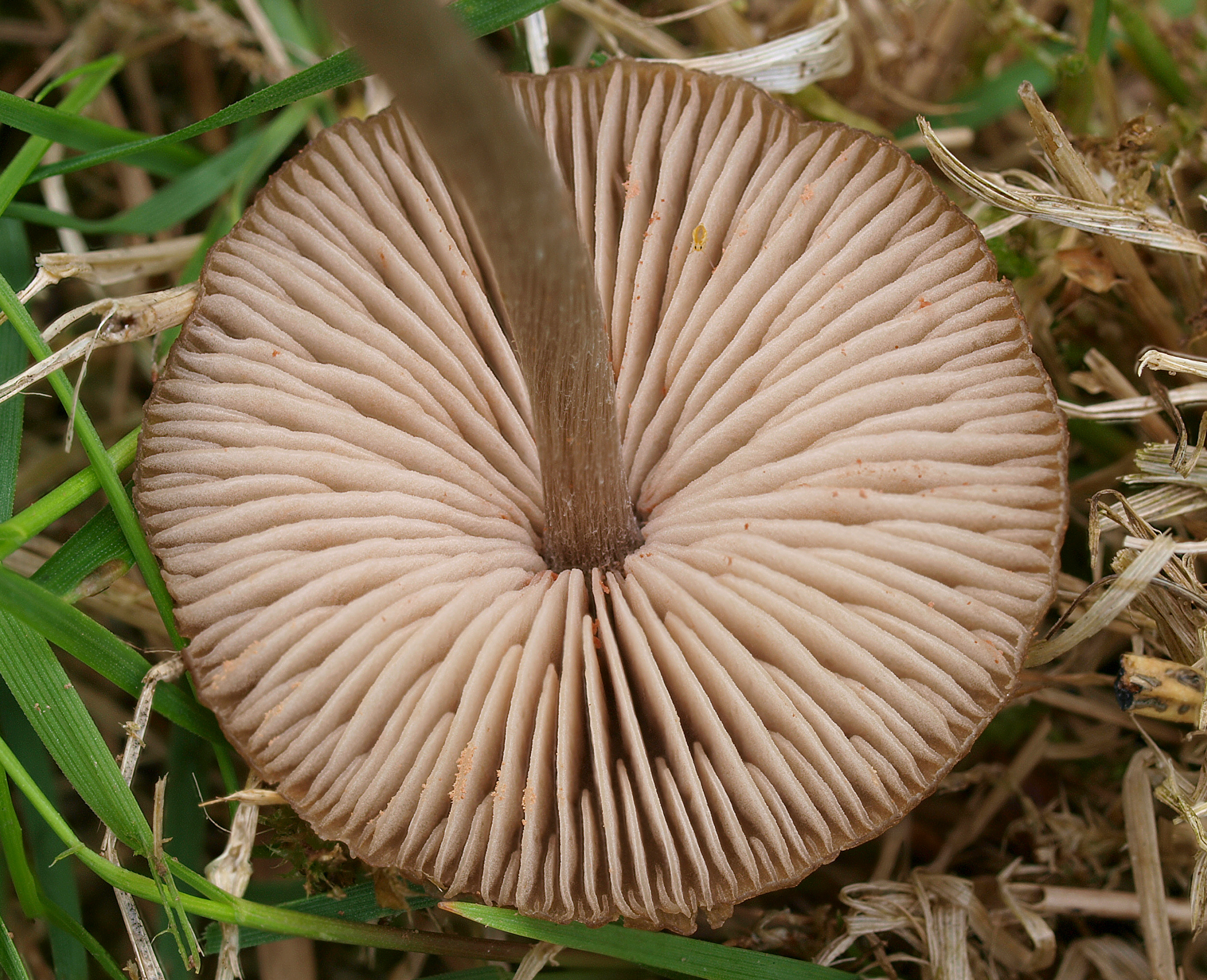
Lemezei
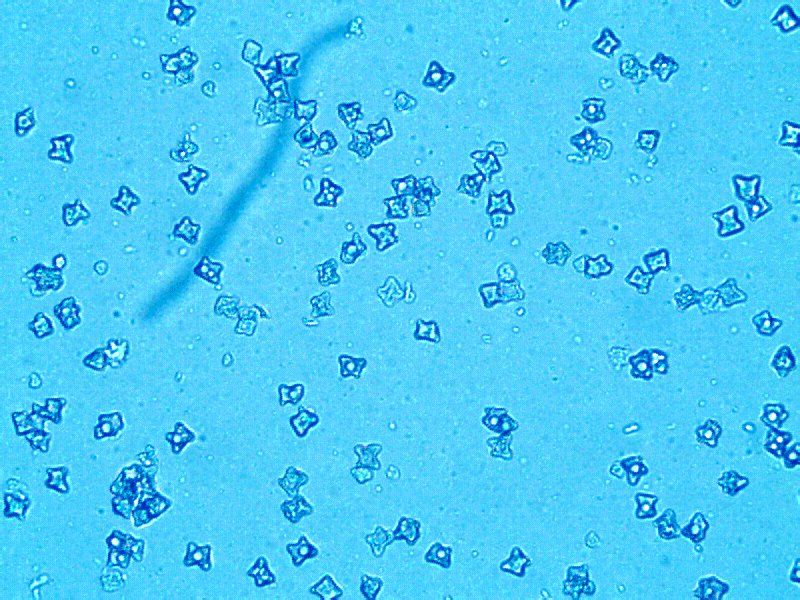
Spórái